# Экспертный клуб Волга
Экспертный клуб «Волга» (основан в 2019 г. в Казани) — российский экспертно-аналитический центр, функционирующий как дискуссионный клуб для обсуждения актуальной общественно-политической повестки с участием федеральных и региональных экспертов. С 2020 года заседания экспертного клуба «Волга» транслируются онлайн.

### Эксперты клуба
В экспертных сессия клуба принимают участие известные политологи, социологи, экономисты, депутаты Государственной думы РФ и органов местного самоуправления Республики Татарстан, руководители региональных министерств, ведомств, представители научного сообщества, общественных объединений, средств массовой информации, крупные блогеры.
В разное время в работе сессий принимали участие: Наталья Синдеева, Михаил Зыгарь, Григорий Казанков, Гузель Улумбекова, Александр Брод, Алексей Гореславский, Владимир Табак, Виктор Потуремский, Алексей Чеснаков, Наталия Фишман-Бекмамбетова, Станислав Наумов, Виктор Вахштайн,  Евгений Минченко, Андрей Безруков, Игорь Минтусов, Сергей Марков; депутаты Госдумы Российской Федерации разных созывов: Борис Менделевич; Олег Морозов; Айрат Фаррахов; Ильдар Гильмутдинов; Альфия Когогина;  Ольга Павлова; Татьяна Ларионова;  Айдар Метшин; Марат Нуриев; Руслан Гаджиев.
К постоянным участникам клуба относятся Михаил Виноградов, Алексей Куртов, Марат Баширов, Александр Малькевич, Станислав Наумов, Валерий Федоров. Модерирует заседания клуба политконсультант Владимир Кутилов.

### Хронология заседаний

#### 2019 год
24 июня 2019 года состоялось первое заседание экспертного клуба Волга на тему «Соучастие жителей как фактор качественного развития городской среды». Федеральные эксперты в Казани обсудили запрос гражданского общества на взаимодействие с властью в вопросах развития городской среды, обсудили примеры коммуникации власти с обществом. Эксперты также посетили Иннополис, парк Урицкого, ЦКС «Московский» в Казани, побывали в древнем городе Болгар и на Сабантуе.
18 июля 2019 года прошло второе заседание экспертного клуба «Волга» на тему «Цифровое поколение против цифровой бюрократии?». Федеральные и региональные эксперты обсудили, как цифровизация качественно меняет жизнь граждан в сфере образования, медицины государственных и социальных услуг, в каких аспектах общество особенно нуждается в цифровизации, как меняется избирательная парадигма в свете цифровизации. Также эксперты обменялись мнениями о том, как цифровизация формирует новые отношения в обществе, может ли она повлиять на законотворчество, какие риски она может в себе нести. В заседании помимо известных российских политологов, социологов, приняли участие представители органов власти, общественных организаций и крупных ИТ-компаний Республики Татарстан.
14 августа состоялось третье заседание экспертного клуба «Волга» на тему «Здравоохранение как фактор политической стабильности региона». Федеральные и региональные эксперты обсудили, как система здравоохранения формирует мнение о социально-политической ситуации в регионе и стране, подняли вопрос соучастия граждан в поддержке реформы здравоохранения, обсудили реализацию нацпроекта «Здравоохранение» в Татарстане.
8 сентября 2019 года, в Единый день голосования в Республике Татарстан состоялось четвертое заседание экспертного клуба «Волга», посвящённое выборам в Государственный Совет Республики Татарстан шестого созыва, в котором приняли участие федеральные эксперты клуба «Волга»:
- Сергей Марков  — политолог, генеральный директор НП «Институт политических исследований»[11];
- Марат Баширов  — политолог, президент Некоммерческого партнерства «Национальная лига специалистов по связям бизнеса и государства» (GR-лига)[12].

Также политтехнологи в Единый день голосования побывали на нескольких избирательных участках в Татарстане – на четырех в Казани и в селе Большие Кабаны Лаишевского района.
13 сентября 2019 года состоялось пятое заседание экспертного клуба «Волга» на тему «Результаты Единого дня голосования». Эксперты обсудили итоги единого дня голосования и факторы, повлиявшие на результаты выборов.

#### 2020 год
10 февраля состоялось шестое заседание экспертного клуба «Волга» на тему «Экологическая ответственность: личное дело каждого или государственная политика?». Темой для дискуссии стали вопросы экологической ответственности. Кто должен взять на себя ответственность: чиновники, бизнес или каждый гражданин персонально? Как решать поставленные перед страной задачи по борьбе с мусором? Как перейти на раздельный сбор отходов, и что для этого необходимо?
27 марта проведено заседание экспертного штаба «Волга» на тему: «Всеобщий карантин. Как коронавирус изменит общество». Федеральные эксперты вместе с представителями республиканской власти обсудили антикризисные меры, принимаемые в России и в Татарстане для борьбы с последствиями коронавируса, поговорили об общественных настроениях и возможных дополнительных решениях, которые власти должны предпринять. Заседание впервые прошло в онлайн-формате.
9 апреля эксперты обсудили итоги совещания Президента России Владимира Путина с руководителями регионов, которое прошло 8 апреля.  Эксперты обсудили установки и посылы, которые получили руководители регионов от Президента страны и оценили лучшие региональные практики, которые появились в ситуации эпидемии коронавируса. Заседание вновь транслировалось онлайн. Трансляция заседания проходила в аккаунте Youtube экспертного клуба «Волга» и на канале Youtube информационного агентства «Татар-информ».
16 апреля состоялось очередное заседание экспертного штаба «Волга» – эксперты обсудили, как запрет на передвижение отражается на общественных настроениях. Заседание прошло в формате zoom-конференции и транслировалось онлайн. Эксперты обсудили региональные меры по сдерживанию распространения коронавирусной инфекции. Почему некоторые регионы закрывают границы и вводят жесткие запреты на передвижение, а другие нет? Насколько эффективна самоизоляция в борьбе с коронавирусом?
29 апреля состоялось заседание экспертного штаба «Волга» в формате zoom-конференции. Эксперты клуба обсудили меры поддержки бизнеса и самозанятых в условиях борьбы с новой коронавирусной инфекцией. Что это – социальная забота государства о гражданах или действенная мера, помогающая экономике устоять?
7 мая заседание было посвящено вопросу жизни после самоизоляции. В ходе заседания федеральные и региональные эксперты озвучили свое видение мира будущего, обсудили общественные настроения и возможные пути выхода из корона-кризиса. По мнению участников экспертного штаба, чтобы максимально смягчить выход из кризиса, власть должна строить с населением открытый, честный и прямой диалог. В свою очередь, эксперты неоднократно приводили Татарстан в качестве положительного примера региона, власти которого успешно работают с запросами общества и не допускают излишней тревожности населения.
3 июня федеральные и региональные эксперты обсудили, как угроза заражения новой коронавирусной инфекцией изменила отношение населения к здоровью. В ходе заседания федеральные и региональные эксперты озвучили свои мнения на тему – можно ли говорить об устойчивом тренде на повышение интереса к здоровому образу жизни, или, напротив, коронавирус, лишь обострил проблемы, связанные с общественным здоровьем. Эксперты выразили разные точки зрения.
19 июня в ходе заседания федеральные и региональные эксперты обсуждали, насколько готово общество к конституционному творчеству, почему так высок интерес к Общероссийскому голосованию со стороны наблюдателей и можно ли быть абсолютно уверенным, что предъявляемые к организации голосования с учетом все еще непростой эпидемиологической ситуации смогут обеспечить безопасность избирателей.
27 июня состоялось заседание Экспертного клуба «Волга» в Казани. Приглашенные эксперты обсуждали, каким им видится будущее Татарстана на ближайшие пять лет, исходя из сегодняшних достижений республики и тезисов программного выступления Президента Республики Татарстан Рустама Минниханова на конференции ТРО ВПП «Единая Россия». Заседание проходило в офлайн и онлайн форматах. Приглашенные федеральные и региональные эксперты встретились в студии, а другие эксперты подключились к мероприятию с помощью zoom-конференции.
18 июля состоялось  заседание на тему «Соучастие жителей в развитии региона как фактор эффективности власти». Татарстанцы активно пользуются широким спектром электронных сервисов для коммуникаций с властями, напрямую участвуют в обсуждениях общественных проектов, проектов благоустройства, предлагают идеи и решения. В ходе заседания эксперты обсудили соучастие жителей республики в развитии Татарстана. Заседание проходило в офлайн и онлайн форматах.
4 сентября прошло заседание экспертного клуба «Волга» на тему «Вызовы 2025: К чему нужно готовиться России и российским регионам?». Учитывая всеобъемлющий характер вызовов, стоящих сегодня перед мировым сообществом, федеральные и региональные эксперты обсудили, какие трансформации могут произойти в сфере образования, развития гражданского общества, экономики и политики, урбанистики, цифровых и коммуникационных технологий.
10 ноября в Казани состоялось заседание экспертного клуба Волга – в обновленном формате и жанре дискуссии эксперты обсудили национальную идею в современной России. На протяжении всего постсоветского периода в России ведется дискуссия о том, какой должна быть ее национальная идея, о ключевой идеологии, которая должна «сшивать» страну. Кто-то видит в качестве таковой патриотизм, кто-то – единство проживающих в России народов, но, в то же время, сохранение идентичности каждого из них. Некоторые считают стержнем, вокруг которого должно консолидироваться общество, безопасность страны. Вокруг этих вопросов была построена дискуссия экспертов. Заседание проходило в офлайн и онлайн форматах.
02 декабря проведено восемнадцатое заседание экспертного клуба «Волга». Наталья Синдеева, Михаил Зыгарь, а также региональные эксперты обсудили современные медиа и социальные сети, а также их влияние на молодежь. Трансляция заседания проходила в Youtube- аккаунтах Министерства по делам молодежи Республики Татарстан

#### 2021 год
3 марта на заседании «Политические коммуникации 2021. На что делают ставку партии в новом сезоне?» эксперты обсудили, как меняется коммуникация партий с избирателями в эпоху массового перехода в интернет, запроса на максимальную доступность и открытость информации.
19 апреля на заседании экспертного клуба «Волга» эксперты обсудили тему: «Гендерный состав Думы 2021. Политический сексизм или объективность?». В контексте нарастающей повестки о гендерной дискриминации эксперты обсудили влияние этой проблемы в рамках политического управления. Они выдвинули собственные гипотезы о причине меньшего количества женщин в политике, особенностях российского избирателя и планах на будущие изменения в составе политических деятелей страны. Эксперты пришли к единогласному выводу о том, что квотирование количества женщин в Госдуме не поможет решить проблему системно.
22 июня в Казани прошло заседание экспертного клуба Волга на тему «Семейное благополучие: забота государства или личная ответственность?». Забота государства о семье и детях – один из ключевых вопросов социальной повестки, которая становится особенно актуальной с началом предвыборной кампании в Госдуму.
16 июля состоялось заседание экспертного клуба «Волга» на тему «Рынок труда в период пандемии: работа с ограничениями и меры поддержки». Политологи, депутаты, представители промышленных предприятий и органов власти обсудили вопросы развития рынка труда в условиях пандемии. Как пандемия влияет на рынок труда и безработицу сегодня? Оправился ли бизнес после локдауна-2020, и есть ли у него шансы без потерь пережить текущий год? Есть ли кадровый голод на промышленных предприятиях или пандемия привела людей на заводы за стабильностью? Какие меры поддержки нужны, чтобы смягчить последствия коронавирусных ограничений для работодателей и работников? Эти и другие вопросы подняли эксперты в рамках дискуссии.
26 июля эксперты клуба «Волга» обсудили тему «Клиентоцентричность ЖКХ: как сориентировать отрасль на работу с людьми».  Эксперты обсудили, как наладить контакт между жильцами и управляющими компаниями, как может и должна измениться политика в отношении ЖКХ. Участниками дискуссии стали политологи, депутаты Государственной Думы РФ, представители политических партий и общественные деятели.
13 августа темой заседания экспертного клуба «Волга» стала «Поддержка села: курс на устойчивое развитие». Эксперты обсудили тему поддержки села и его устойчивого развития. Развитие села – это забота государства или общества в целом? Что делается и что предстоит сделать для улучшения жизни в сельской местности? Как вернуть людей в деревни?
23 августа состоялось заседание экспертного клуба «Волга» на тему «Экология: чего требуют жители от государства и как общество готово содействовать?». Кто должен нести ответственность за экологическое благополучие: государство, бизнес или простые жители? Какой должна быть государственная политика в области экологии? Как общество готово содействовать в решении экологических проблем? Как наладить контакт между эко-активистами и властями?
3 сентября эксперты обсудили тему «Выборы-2021: контроль за голосованием». Каким образом будет организован контроль за голосованием на выборах- 2021? Хватит ли у партий и общественников сил обеспечить наблюдателями все избирательные участки? Является ли работа контролеров за ходом голосования гарантом легитимности выборного процесса? И что еще необходимо, чтобы общество доверяло результатам выборов?
2 декабря состоялось заседание экспертного клуба «Волга» на тему «Ведет ли цифровизация государства к централизации власти?». Какое значение имеет цифровизация страны? Как в целом цифровизация влияет на централизацию государства?

#### 2022 год
18 марта 2022 года прошло заседание экспертного клуба «Волга» на темы "Информационная атака на Россию: когда имиджевые потери превращаются в человеческие?" с участием Андрея Безрукова и Игоря Минтусова